# 福田兼重
福田 兼重（ふくだ かねしげ、生没年不詳）は、戦国時代から江戸時代初期にかけて活躍した武将。肥前国（現在の長崎県）に拠点を置いた福田氏の一族であり、兼重の兄福田兼親は大村氏に仕えた重臣である。また兼重自身もその一族として重要な役割を果たした。

## 人物
福田氏は桓武平氏の流れを汲む家系で、肥前国の沿岸地域を守る武士団として知られている。兼親の弟であり、兼親が大村氏に仕える際に、兼重には別家を起こさせている。
弘安の役（1281年）の蒙古襲来では、兼重とその子である兼光が現地の在地勢力として参戦した記録がある。天正元年（1573年）に福田城が築かれ、福田氏はこの地を拠点に勢力を伸ばした。戦国時代末期にはキリスト教との接触もあり、ポルトガル船の来航や教会の建設などが行われた。
福田氏は後に大村藩の重臣として仕え、幕末までその地位を保った。直系は途絶えたが、末裔には陸軍大将の福田雅太郎などがいる。